# Sulisławice (gromada w powiecie sandomierskim)
Sulisławice – dawna gromada, czyli najmniejsza jednostka podziału terytorialnego Polskiej Rzeczypospolitej Ludowej w latach 1954–1972.
Gromady, z gromadzkimi radami narodowymi (GRN) jako organami władzy najniższego stopnia na wsi, funkcjonowały od reformy reorganizującej administrację wiejską przeprowadzonej jesienią 1954 do momentu ich zniesienia z dniem 1 stycznia 1973, tym samym wypierając organizację gminną w latach 1954–1972.
Gromadę Sulisławice z siedzibą GRN w Sulisławicach utworzono – jako jedną z 8759 gromad na obszarze Polski – w powiecie sandomierskim w woj. kieleckim, na mocy uchwały nr 13j/54 WRN w Kielcach z dnia 29 września 1954. W skład jednostki weszły obszary dotychczasowych gromad Sulisławice, Bazów, Ruszcza, Jeziory, Wojcieszyce, Skwirzowa, Wólka Gieraszowska, Gieraszowice, Królewice Górne i Suliszów ze zniesionej gminy Łoniów w tymże powiecie. Dla gromady ustalono 21 członków gromadzkiej rady narodowej.
31 grudnia 1959 do gromady Sulisławice przyłączono wieś Rybnica, kolonię Bukówka oraz gajówki Rybnica, Dąbrowa i Kalki ze zniesionej gromady Nawodzice.
Gromada przetrwała do końca 1972 roku, czyli do kolejnej reformy gminnej.